# Les Tortues de Tasmanie
Les Tortues de Tasmanie (The Turtles of Tasman) est un recueil de nouvelles de Jack London paru en 1916.

## Historique
La plupart des nouvelles ont fait l'objet d'une publication antérieure dans des périodiques comme le The San Francisco Call ou dans The Bookman avant septembre 1916.

## Titre:Tortues de Tasmanieoude Tasman?
Dans la nouvelle ayant donné son titre au recueil, le capitaine Carlsen parle bien d'un certain Tasman, mêlé à une bagarre sur l'île de Thursday et tué par ses nègres en Nouvelle-Guinée allemande. On est à quelques milliers de kilomètres de la Tasmanie et de ses tortues ! Alors... Erreur typo non corrigée... Dans le journal Ric & Rac d'août 1932, la nouvelle (première parution en France) s'intitule : Par les tortues de Tasman !.

## Les nouvelles
L'édition de  The Macmillan Co de septembre 1916 comprend sept nouvelles et un article
- Par les tortues de Tasmanie ! (By the Turtles of Tasman !)
- L'Éternité des formes (The Eternity of Forms)
- Chez les fous (Told in the Drooling Ward)
- Le Génie et la Fée (The Hobo and the Fairy)
- Le Retour du père prodigue (The Prodigal Father)
- Le Premier poète (The First Poet), article
- Finis (Finis ou Morganson’s Finish)
- La Fin de l’histoire (The End of the Story)

## Éditions

### Éditions en anglais
- The Turtles of Tasman, un volume chez  The Macmillan Co, New York, septembre 1916.

### Traductions en français
- Tortues de Tasmanie, traduction probable du recueil par Louis Postif vers 1931-32.

## Source
- http://www.jack-london.fr/bibliographie